# Silva de Arriba
Silva de Arriba är en ort i Mexiko.   Den ligger i kommunen Zitácuaro och delstaten Michoacán de Ocampo, i den södra delen av landet, 130 km väster om huvudstaden Mexico City. Silva de Arriba ligger 2 216 meter över havet och antalet invånare är 219.
Terrängen runt Silva de Arriba är bergig, och sluttar västerut. Runt Silva de Arriba är det ganska tätbefolkat, med 90 invånare per kvadratkilometer. Närmaste större samhälle är Heróica Zitácuaro, 6,3 km norr om Silva de Arriba. I omgivningarna runt Silva de Arriba växer i huvudsak blandskog.